# Paul-Gugelmann-Museum
Im Paul-Gugelmann-Museum in Schönenwerd in der Schweiz werden über 40 Plastiken beziehungsweise mobile Skulpturen des gleichnamigen Künstlers gezeigt, die man sich vor Ort vorführen lassen kann. Es handelt sich dabei um «poetische Maschinen» (Eigenbezeichnung des Künstlers) und um Unikate.
Daneben finden im Museum regelmässig Sonderausstellungen statt.

## Geschichte
Das Paul-Gugelmann-Museum wurde 1995 vom Schweizer Künstler Paul Gugelmann in Schönenwerd mitbegründet und noch im gleichen Jahr eröffnet. Das Museum wird von einem Förderverein unterstützt.